# Vía satélite alrededor de Carlos Berlanga
Vía satélite alrededor de Carlos Berlanga es un disco de Carlos Berlanga, de género pop electrónico, publicado por Edel en 1997. Tercero de los cuatro álbumes editados en solitario por Berlanga en este disco contó con la producción y participación de sus antiguos compañeros en Alaska y Dinarama Nacho Canut y Alaska además de con un buen número de colaboradores como Teresa Iturrioz y Jone Gabarain de Le Mans.
La revista musical Rock de Lux eligió una de las canciones del disco, «120 Años Sin Ti», como la mejor canción nacional de 1997. Otro de los temas, «Cuándo, Para Qué, Cómo Y Con Quién», se incluyó en la banda sonora de la película La Lengua Asesina dirigida por Alberto Sciamma en 1996.
En 2017, con motivo de 15 aniversario del fallecimiento del autor, se reeditó el álbum en formato de coleccionista con un amplio libreto e incluyendo dos discos: la versión remasterizada del original y un segundo disco con rarezas, inéditos, remixes y las canciones del álbum registradas en directo.

## Lista de canciones
1. «120 Años Sin Ti» (03:58)
2. «Fútbol» (04:09)
3. «Deja La Lujuria Un Mes» (04:24)
4. «La Cajera» (03:57)
5. «Erotismo E Informática» (03:37)
6. «Cuándo, Para Qué, Cómo Y Con Quién» (04:33)
7. «Rayos De Plasma» (04:27)
8. «El Tiempo Gana» (04:35)
9. «Safari Emocional» (03:40)
10. «El Mundo Del Quark» (04:15)
11. «2002» (04:04)
12. «El Paraíso Perdido» (03:22)
13. «Políticamente Incorrecto» (04:29)

## Recepción
La edición de este disco, tras una etapa de tres años sin publicar, fue en general bien acogida entre la crítica especializada del momento. No obstante el disco obtuvo menor nivel de ventas y repercusión que su anterior trabajo Indicios que logró vender 40.000 unidades y es el disco más comercializado en la trayectoria en solitario de Carlos Berlanga.
El suplemento Tentaciones del diario El País anunciaba "Carlos Berlanga, el pope del pop español de los años ochenta (Alaska y Dinarama, Alaska y los Pegamoides), regresa con un disco electrificado llamado Vía satélite alrededor de Carlos Berlanga". La reseña biográfica que Diego A. Manrique publicó también en El País tras la muerte de Berlanga indicaba que Berlanga "continuó esbozando canciones hasta el final, aunque se sentía desilusionado por el escaso eco de sus discos en solitario (Indicios sí alcanzó unas ventas respetables, en 1994)".
Raúl Alonso, en la crítica del portal La Fonoteca, le otorga una valoración de dos sobre cinco indicando "Sorprendente. No de menos podemos calificar el reencuentro de Carlos Berlanga con sus antiguos compañeros de viaje, en el que sería un disco recibido con bastante expectación por parte de los medios, y en el que, aparte de contar con la colaboración de Alaska en los coros y con Nacho Canut en las letras, se rodearía de algunos de los personajes que más le interesaban en el momento: Jone Gabarain y Teresa Iturrioz de Le Mans, Madelman, Pez, Javier Aramburu en el diseño gráfico y Vanguard en las remezclas del single".
Walter Balloon, en un reportaje titulado Diez Canciones Para Recordar A Carlos Berlanga para el magazine en línea NoTeDetengas indica que este disco, por su configuración y estilo, es "a la postre la obra más extraña en la discografía de Carlos, nos permite hacernos una idea de cómo habrían sonado los álbumes de Dinarama si hubieran seguido juntos en los 90". Destaca dos canciones: «Políticamente Incorrecto» ("una suerte de bolero electrónico totalmente cautivador, encargado de cerrar uno de los álbumes más excéntricos y divertidos de la historia del pop español") y «2002» ("Siempre preocupado por lo que se diría de él cuando ya no estuviera, en esta canción Carlos se pregunta quién le querrá en el 2002 y ya nos va anunciando que lo que ha visto en el infierno no le ha gustado nada. (...) es ese tipo de canción que echa por tierra todo argumento en contra de "Vía satélite", álbum a día de hoy muy injustamente considerado).
La redacción del portal Nueva Ola 80 reseña sobre el disco que "Algunos medios reciben extraordinariamente el álbum, celebrando la vuelta de uno de los mejores compositores de pop español de todos los tiempos. La revista “Rock de lux” elige uno de los temas del disco (“120 años sin ti”) como la mejor canción nacional de 1997".
El DJ Agustín Gómez Cascales, de la revista Shangay afirma que es "su disco más atrevido y rico, en el que más arriesgó. A pesar de que participaron en él tantas manos y voces, me sigue pareciendo su trabajo más personal. Quizá porque esos colaboradores mostraron un enorme respeto hacia su universo, que enriquecieron sin interferir en su esencia. Si en Indicios o en Impermeable jugaba más sobre seguro, en esta ocasión se atrevió a salirse de su zona de seguridad, y la perspectiva que da el tiempo transcurrido permite confirmar que acertó".
Sebas E. Alonso, en el portal JeNeSaisPop, le otorga una puntuación de 5 sobre 10 e indica "Rescataría «120 años sin ti» y «Políticamente incorrecto», de sonido tan amargo, alguna letra como «Erotismo e informática» o algún momento acertado en la producción, como ‘Rayos de plasma’, pero el disco en conjunto no deja muy buen sabor de boca".
El músico Guille Mostaza, del grupo Ellos, se hacía eco de la controversia suscitada por el disco homenaje Viaje Satélite Alrededor De Carlos Berlanga que se publicó en 2010 y donde participaban músicos de un estilo afín. "Teníamos empezada una versión de «Sospechas» bastante animada, aunque yo me he quedado con la espinita de no haber hecho «Safari Emocional», del disco Vía satélite alrededor de Carlos Berlanga, disco del que nadie ha elegido ninguna canción, con lo buenas que son todas, y que está injustamente menospreciado. Desde aquí agradecer a Javier Liñán, al equipo de El Volcán y al mismísimo Carlos Berlanga, al que dejé un último mail sin responder y que a día de hoy sigo lamentando, las intenciones y el interés suscitado en nosotros".